# Aloe sladeniana
Aloe sladeniana ist eine Pflanzenart der Gattung der Aloen in der Unterfamilie der Affodillgewächse (Asphodeloideae). Das Artepitheton sladeniana verweist auf die Percy Sladen Memorial Trust Expeditions, da während einer von ihnen das Typusexemplar der Art gesammelt wurde.

## Beschreibung

### Vegetative Merkmale
Aloe sladeniana wächst stammlos, sprosst und bildet Gruppen. Die sechs bis acht lanzettlich-spitzen Laubblätter sind dreireihig angeordnet. Die grüne Blattspreite ist 4 bis 8 Zentimeter lang und 3 bis 4 Zentimeter breit. Auf der Blattoberfläche sind viele weiße, verlängerte, zusammenfließende, zerstreute Flecken vorhanden, oder die Flecken sind in unregelmäßigen Querbändern angeordnet. Die Blattunterseite ist in der Nähe der Spitze undeutlich gekielt. Auf dem Kiel befinden sich wenige kleine, weiße und harte Stacheln. Der schmale Blattrand ist weißlich und knorpelig. Die harten, weißen Zähne am Blattrand sind etwa 1 Millimeter lang und stehen 2 bis 5 Millimeter voneinander entfernt.

### Blütenstände und Blüten
Der Blütenstand ist einfach oder besteht aus ein bis zwei Zweigen und erreicht eine Länge von etwa 50 Zentimeter. Die lockeren, zylindrisch spitz zulaufenden Trauben sind etwa 18 Zentimeter lang und 7 Zentimeter breit. Die deltoid spitz zulaufenden Brakteen weisen eine Länge von etwa 6 Millimeter auf und sind 4 Millimeter breit. Die trübrosafarbenen Blüten sind an ihrer Mündung leicht grünlich und stehen an 17 Millimeter langen Blütenstielen. Sie sind 30 Millimeter lang und an ihrer Basis gestutzt. Auf Höhe des Fruchtknotens weisen die Blüten einen Durchmesser von 7 Millimeter auf. Darüber sind sie abrupt auf 5 Millimeter verengt und dann zu ihrer Mündung hin auf 8 Millimeter erweitert. Ihre Perigonblätter sind auf einer Länge von 7 Millimetern nicht miteinander verwachsen. Die Staubblätter und der Griffel ragen bis zu 1 Millimeter aus der Blüte heraus.

## Systematik, Verbreitung und Gefährdung
Aloe sladeniana ist in Namibia südwestlich von Windhoek auf Quarzhügeln verbreitet.
Die Erstbeschreibung durch Illtyd Buller Pole-Evans wurde 1920 veröffentlicht. Ein Synonym ist Aloe carowii Reynolds (1938).
Aloe sladeniana wird in der Roten Liste gefährdeter Arten der IUCN als „Least Concern (LC)“, d. h. als in der Natur nicht gefährdet, eingestuft.

## Nachweise